# Raymond Murray
Raymond J. „Ray” Murray (ur. 14 czerwca 1910 w Nowym Jorku, zm. 9 marca 1960 w Ridgewood) – amerykański łyżwiarz szybki.
W wieku 21 lat Murray uczestniczył w Zimowych Igrzyskach Olimpijskich 1932 w Lake Placid. Brał wówczas udział w dwóch konkurencjach łyżwiarstwa szybkiego: biegu na 500 m, gdzie odpadł w eliminacjach, oraz biegu na 1500 m, gdzie zajął 5. miejsce.

## Rekordy życiowe
Źródło:
- 500 m – 45,6 (1932)
- 1500 m – 2:36,8 (1932)
- 5000 m – 9:29,4 (1932)
- 10 000 m – 19:31,9 (1932)